# Kathiê Librelato
Kathiê Librelato (Criciúma, 27 de julho de 1998) é uma enxadrista brasileira, detentora do título de Mestre Internacional Feminina.

## Xadrez
Kathiê Librelato foi Campeã Brasileira Sub-20 e Campeã Catarinense Feminina em 2014, aos 16 anos. Em 2018, venceu o Campeonato Sul-Americano Sub-20, conquistando a titulação de Mestre Internacional Feminina (WIM), e foi prata no Pan-americano da mesma categoria.
Integrou a equipe olímpica brasileira na Olimpíada de xadrez de 2016, em Baku, Azerbaijão; na Olimpíada de xadrez de 2018 em Batumi, Geórgia ; e na Olimpíada de xadrez de 2022 em Chenai, Índia 
Foi vice-campeã do 15° Campeonato Mundial Universitário Feminino de xadrez, realizado em 2018, em Aracaju.
Em 2022 venceu o Zonal 2.4 e conquistou a vaga para a Copa do Mundo de Xadrez 2023.
Em 2023 venceu o Campeonato Brasileiro Feminino de Rápidas e Blitz
Participou da Copa do Mundo Feminina de Xadrez, onde acabou sendo eliminada na primeira rodada pela georgiana Salome Melia.

#### Principais Conquistas
- Campeã Brasileira Sub-20
- Campeã Catarinense Feminina
- Terceiro lugar no Rio Chess Open[8]
- Vice campeã do 15° Campeonato Mundial Universitário Feminino[9]
- Vice Campeã do 24° Campeonato Panamericano Juvenil Feminino[10]